# Windsori kastély
A windsori kastély az Egyesült Királyságban, Berkshire megyében található. A világ legnagyobb jelenleg is használt kastélya, I. Vilmos angol király korából maradt fenn. A kastély területe körülbelül 45 000 m².
A londoni Buckingham-palotával és az edinburghi Holyroodhouse-palotával egyetemben a windsori kastély egyike a brit királyi család legfontosabb rezidenciáinak. II. Erzsébet brit királynő az év sok hétvégéjén töltötte szabadidejét a kastélyban. Hivatalos és privát ügyeit egyaránt itt intézte. A brit uralkodó másik két rezidenciája, a balmorali kastély és a sandringhami kastély, a királyi család privát lakhelyei.
Anglia, illetve az Egyesült Királyság legtöbb királyának és királynéjának hatása volt a kastély építésére és fejlesztésére. A történelem során a windsori kastély egyaránt volt helyőrség, erőd, otthon, királyi székhely és börtön is. Az évek során a kastély története és a brit monarchia elválaszthatatlanul összefonódtak. Amikor az országban éppen nyugalom volt, akkor a kastélyt folyamatosan bővítették hatalmas termekkel, grandiózus apartmanokkal. Amikor háborúk dúltak, Windsor védelmét megerősítették. Ez napjainkig így folytatódik.

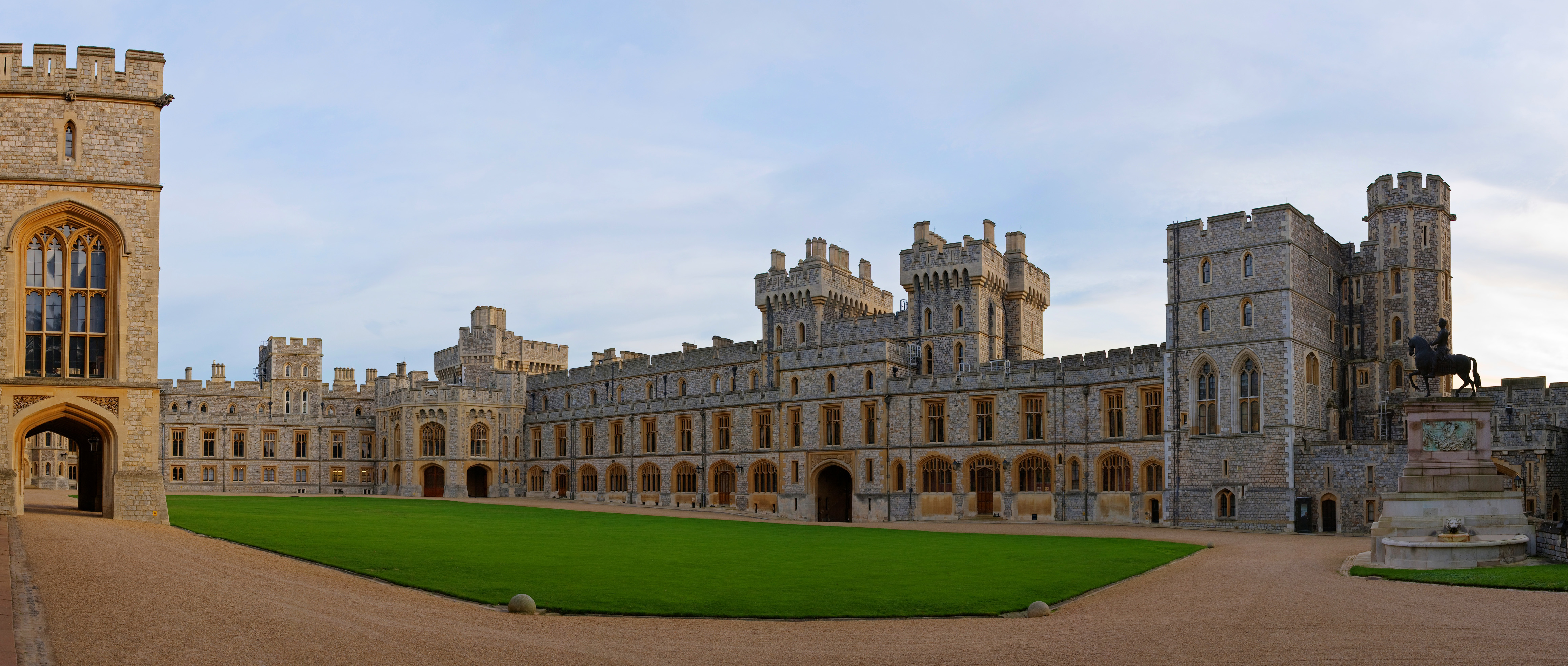
A turisták elől elzárt felső termek északnyugatról
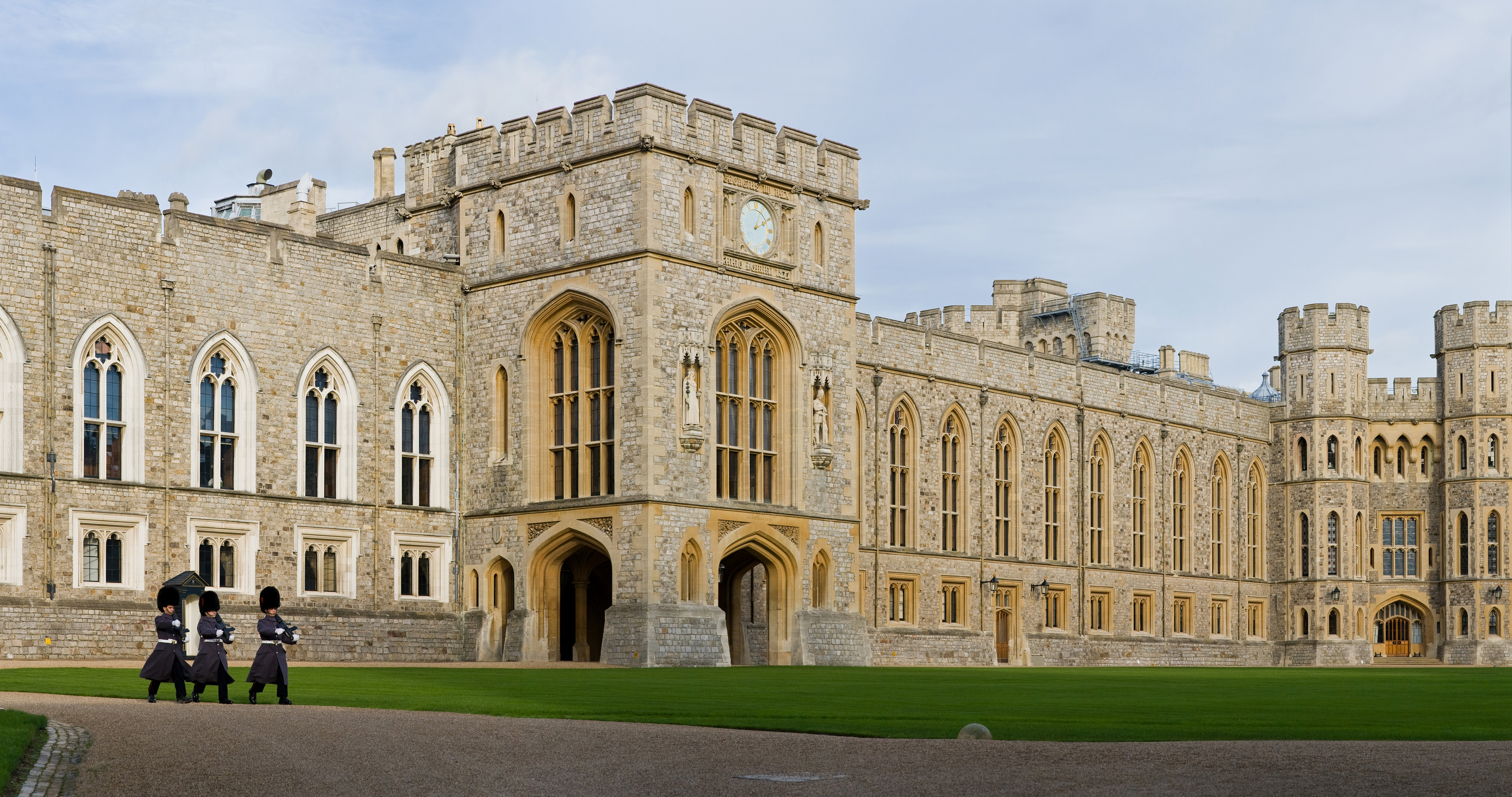
Az elzárt területek délnyugati irányból
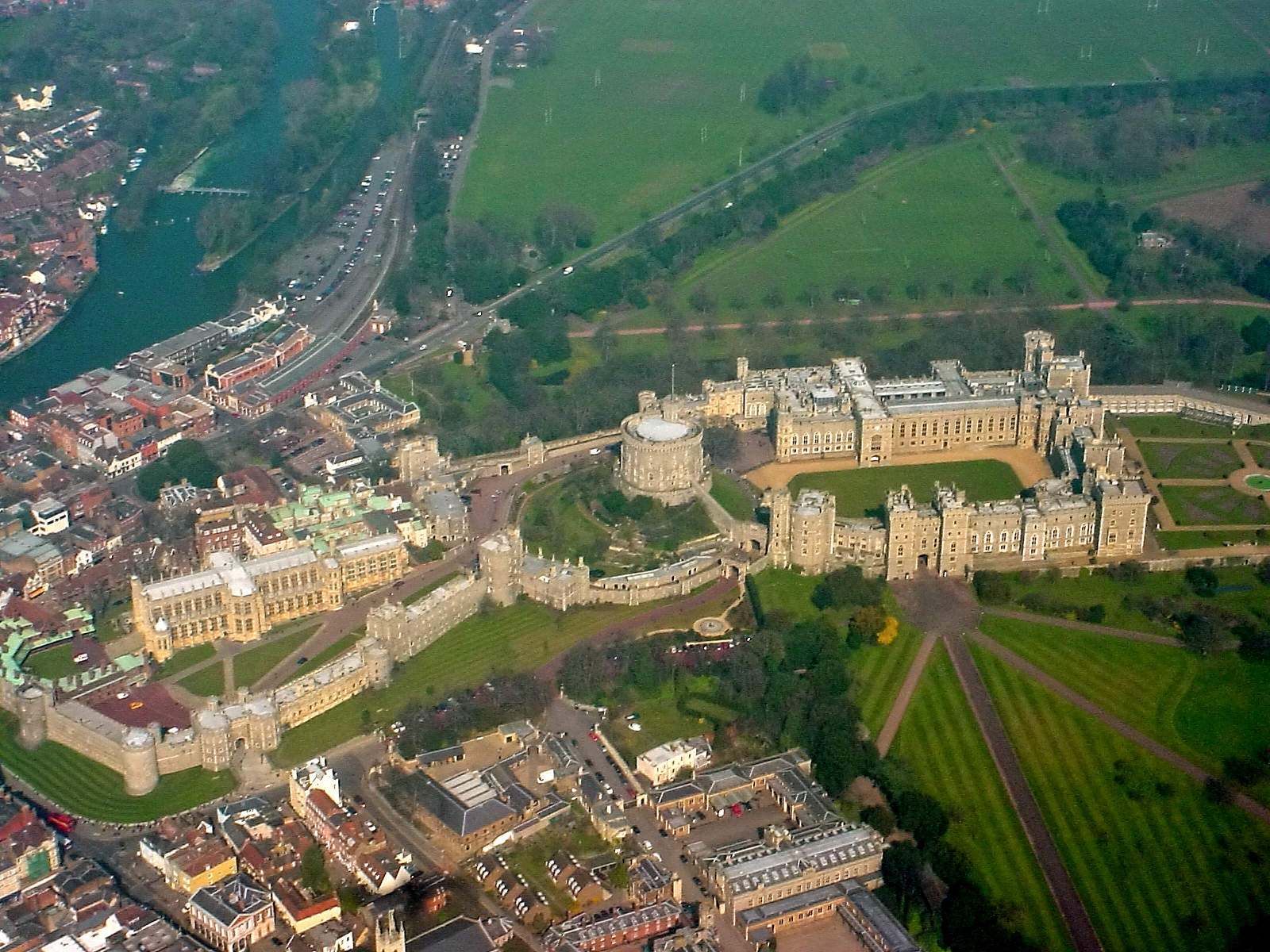
A windsori kastély légi felvételen
A kastély alaprajza

## Építészet
A Windsor kastély területe 52.609 négyzetméter (13.000 angol hold), az épület egyesíti az erődítmény, a palota és a kisváros jellemzőit. A ma ismert kastély lépcsőzetes építési projektek sorozata során jött létre, amelyek az 1992-es tűzvész utáni újjáépítési munkálatokban csúcsosodtak ki. Lényegében egy györgy és viktoriánus kori dizájn, amely egy középkori szerkezetre épül. Gótikus jegyeket mutat modern környezetben. A 14. század óta a kastély építészete a régebbi divatok és a hagyományos kortárs újraértelmezésére törekszik. William Whitfield építész szerint a Windsori kastély "fiktív minőségű" épület. A gótikus dizájn pedig "olyan érzést kelt mintha színházi előadás díszleteiben járnánk." Bár számos kritika érte, a kastély építészete és történelme a legnagyobb európai paloták közé emeli.

## Szent György-kápolna
A kastélykápolnát eredetileg a 14. században alapította III. Eduárd angol király, a 15. század végén pedig nagymértékben kibővítették. Számos királyi istentisztelet, esküvő és különösen a 19. és 20. században temetkezés helyszíne volt. Bár a 15. századból számos uralkodót és házastársát temették el itt, csak a 19. században lett a Szent György-kápolna és a közeli Frogmore-kertek a brit királyi család választott temetkezési helye.

## Fordítás
- Ez a szócikk részben vagy egészben  a   Windsor Castle című angol Wikipédia-szócikk fordításán alapul.  Az eredeti cikk szerkesztőit annak laptörténete sorolja fel. Ez a jelzés csupán a megfogalmazás eredetét és a szerzői jogokat jelzi, nem szolgál a cikkben szereplő információk forrásmegjelöléseként.